# Massimo Ballestrero
Erasmo Massimo Ballestrero (* 4. Mai 1901 in Genua; † unbekannt) war ein italienischer Ruderer.

## Werdegang
Massimo Ballestrero nahm an den Olympischen Sommerspielen 1924 in Paris teil. Zusammen mit Renato Berninzone, Marcello Casanova, Gastone Cerato und Jean Cipollina belegte er den vierten Platz in der Vierer mit Steuermann-Regatta. Zwei Jahre später gewannen Ballestrero und Cipollina bei den Europameisterschaften in Luzern im Zweier ohne Steuermann die Silbermedaille.